# Song Dan
Song Dan, 宋 丹, (Wenjiang, Chengdu, Sichuan, 5 juli 1990) is een Chinese speerwerpster. Ze nam eenmaal deel aan de Olympische Spelen.
In 2008 nam ze deel aan de Olympische Spelen van Peking. Met een beste poging van 54,32 wist ze niet door te dringen tot de finale. Haar persoonlijke record van 60,68 m behaalde ze datzelfde jaar in China.

## Persoonlijk record
| Onderdeel   | Prestatie | Datum         | Plaats  |
| ----------- | --------- | ------------- | ------- |
| speerwerpen | 60,68 m   | 29 maart 2008 | Chengdu |